# نرسس زینالواندیان
نرسس رافائلی زینالواندیان (ارمنی: Ներսես Ռաֆայելի Զեյնալվանդյան؛ زادهٔ ۱۵ اوت ۱۹۶۱) یک سیاستمدار اهل ارمنستان است که از تاریخ ۱۹۹۵ تا تاریخ ۱۹۹۹ سمت نمایندگی دوره اول مجلس ملی جمهوری ارمنستان را برعهده داشت.

## زندگی‌نامه
در ۱۵ اوت ۱۹۶۱ در تهران به دنیا آمد و از دانشگاه ملی پلی‌تکنیک ارمنستان فارغ‌التحصیل شد. 